# Szent Olaf-templom (Tallinn)
A Szent Olaf-templom (észt nyelven: Oleviste kirik) 12. századi templom Tallinn óvárosában és feltehetőleg az 1219-es dán hódítás előtt is a hajdani Tallinn skandináv közösség központja volt. Nevét II. Olaf norvég királyról, a tengeri utazók védőszentjéről kapta. A templomról az első írásos dokumentum 1267-ből maradt fenn. A 14. században többször átépítették.
A legenda szerint amikor elkészült a templom, Olaf nevű építője leesett a tetőről és halálra zúzta magát, és amikor a földön feküdt, szájából egy kígyó és egy béka mászott elő. A jelenetet a szomszédos Miasszonyunk-kápolnában egy freskó örökíti meg.
1500 körül a templom 159 méter magas volt. 1549-től 1625-ig, amikor egy villámcsapás következtében leégett, ez volt a világ legmagasabb épülete. Tornya valószínűleg jelzésül szolgált a közeledő hajók számára, mivel a tengerről messziről látható volt. A templomtoronyba legalább nyolcszor csapott a villám, a templom fennállása során háromszor égett le teljesen. A többszöri átépítés után jelenlegi magassága 123 méter.
1944 és 1991 között a szovjet KGB a tornyot rádiótoronyként és figyelőállásként használta. Napjainkban működő baptista templom.

## További képek a templomról

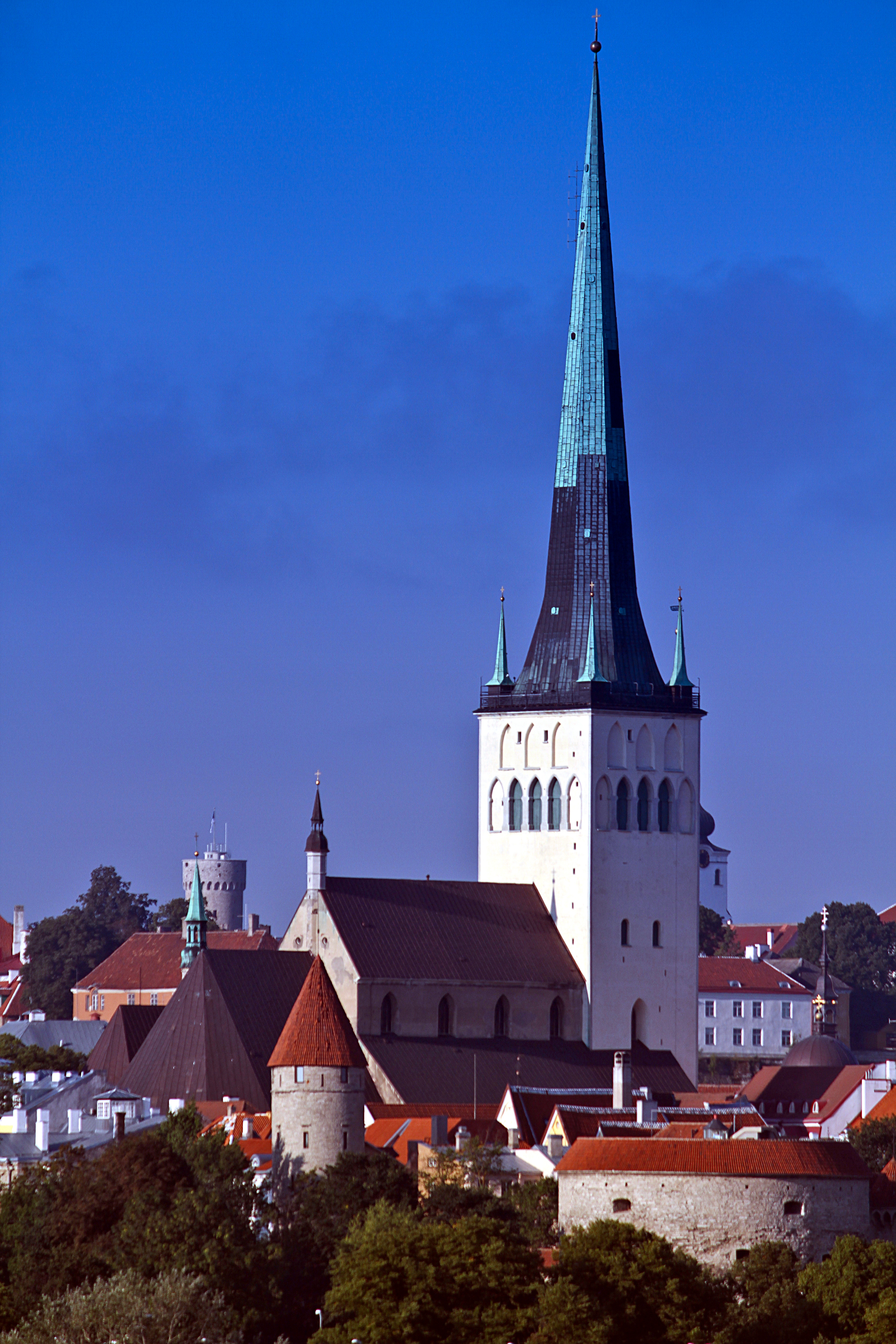
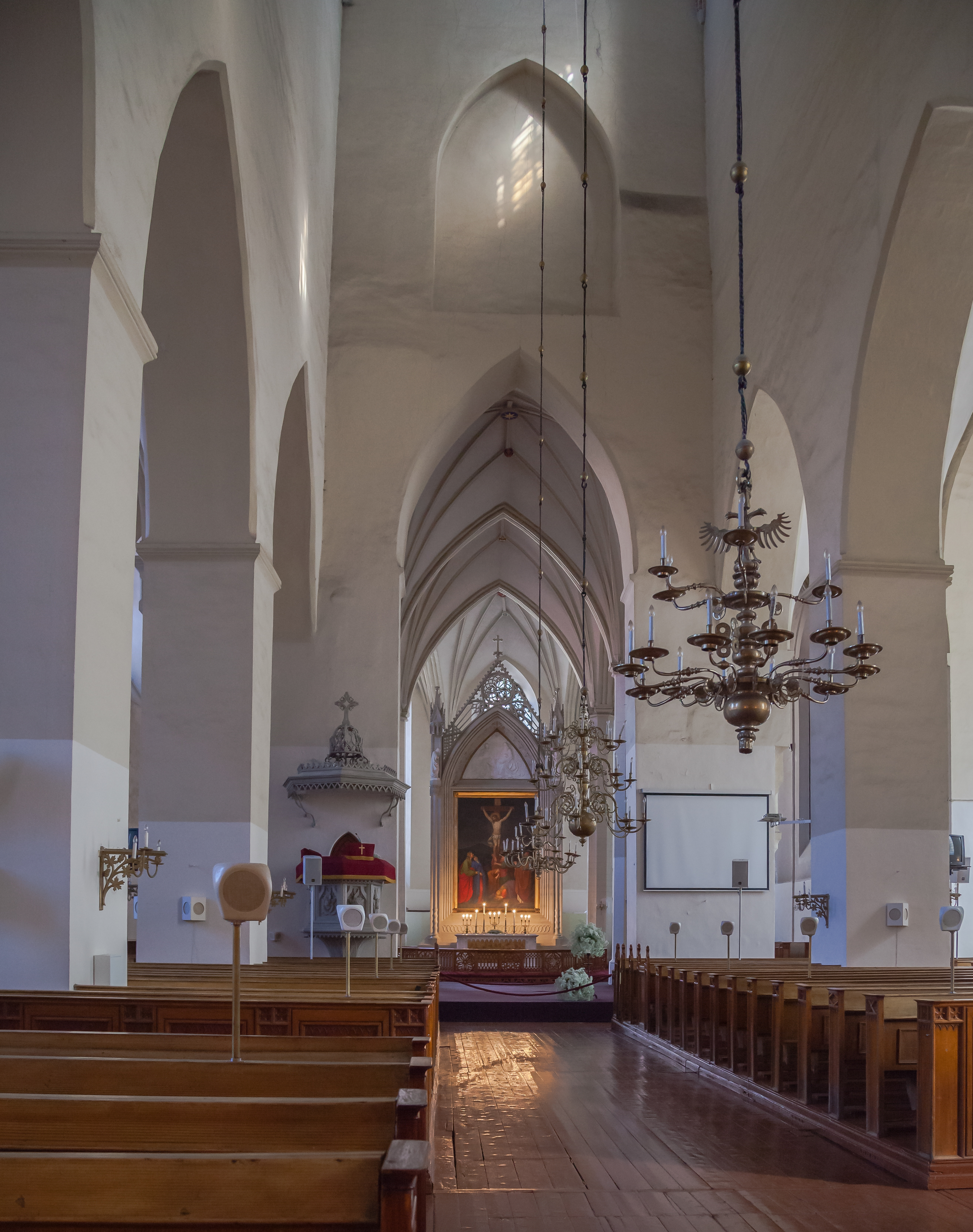
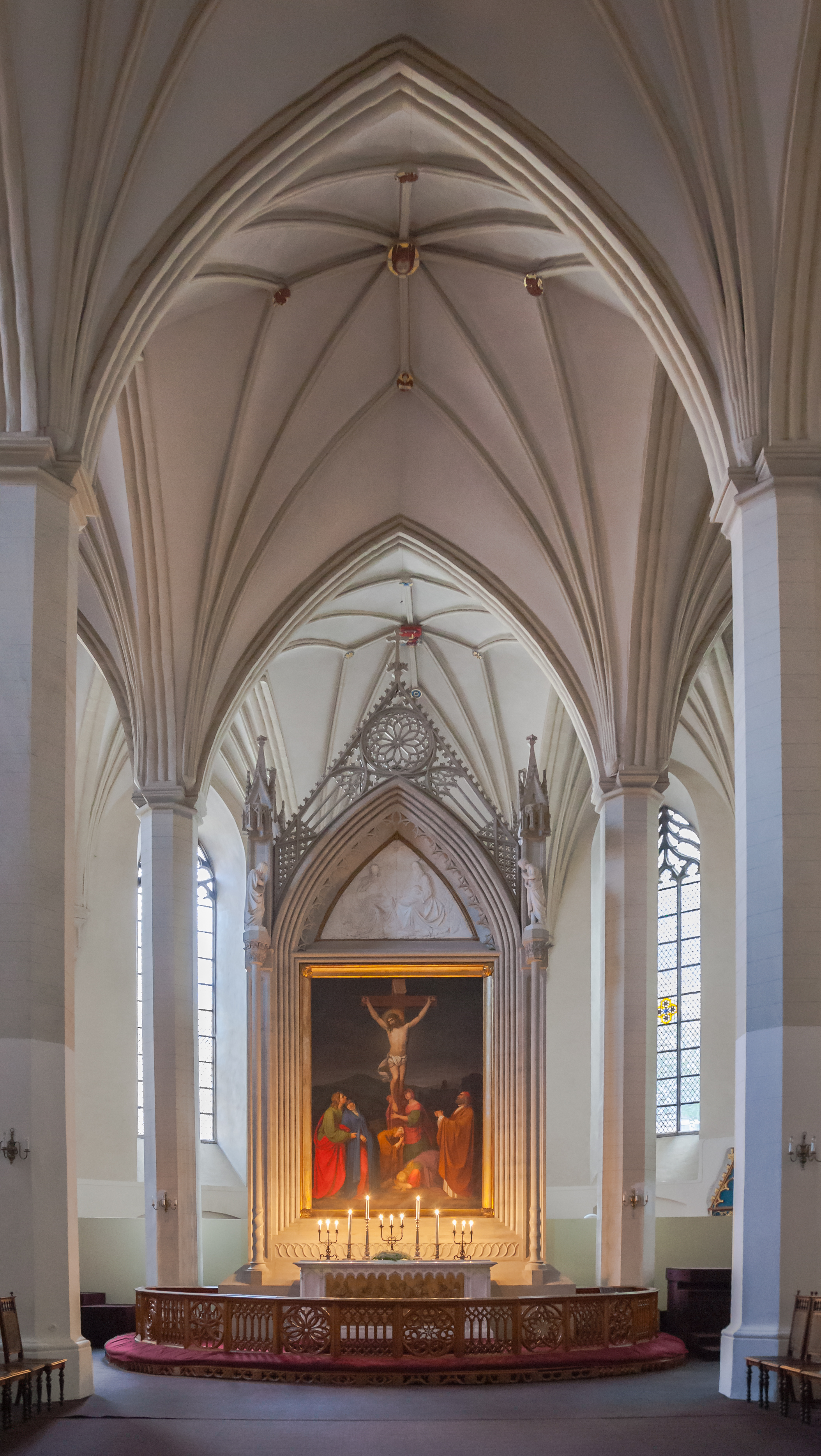
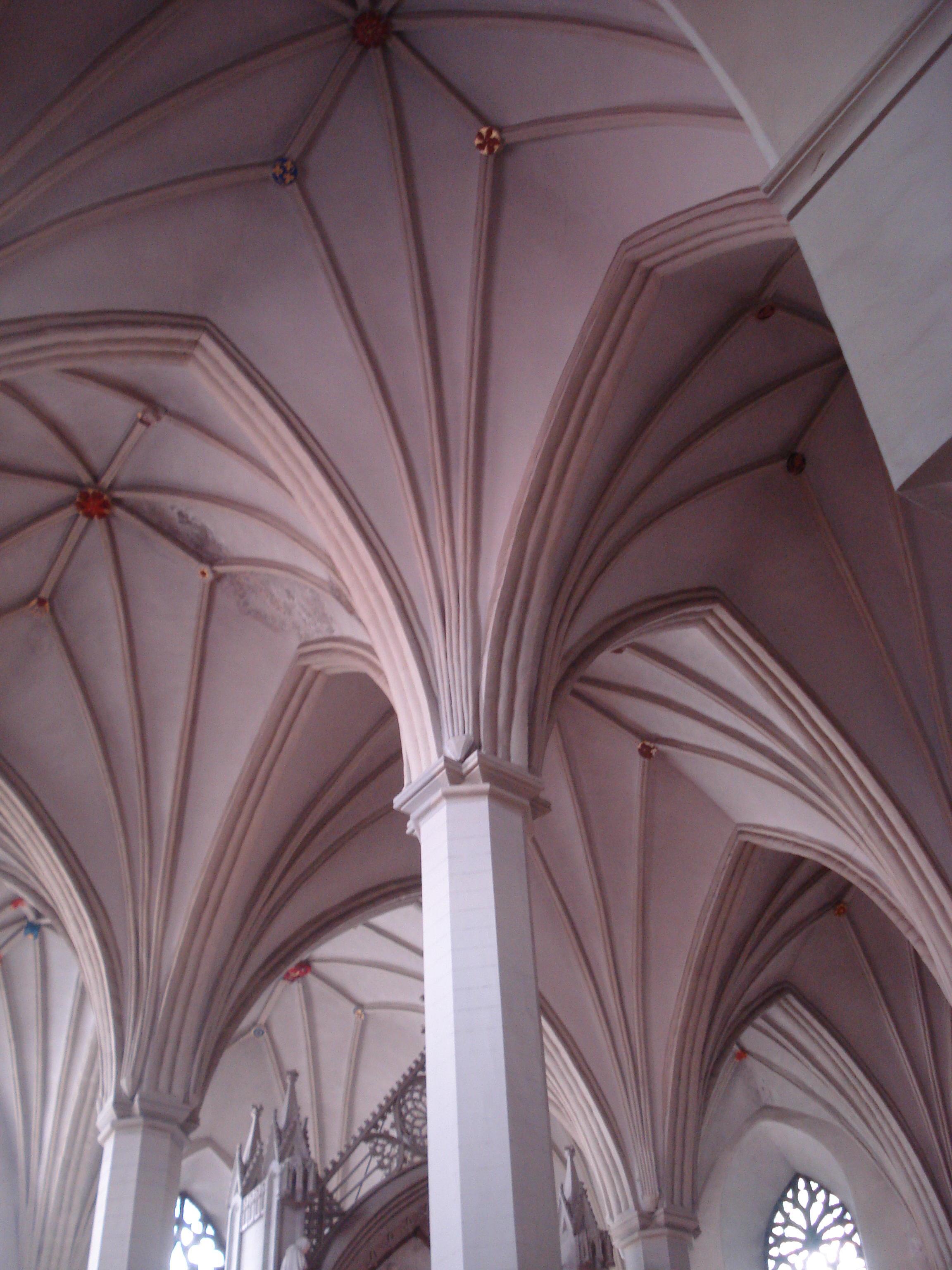
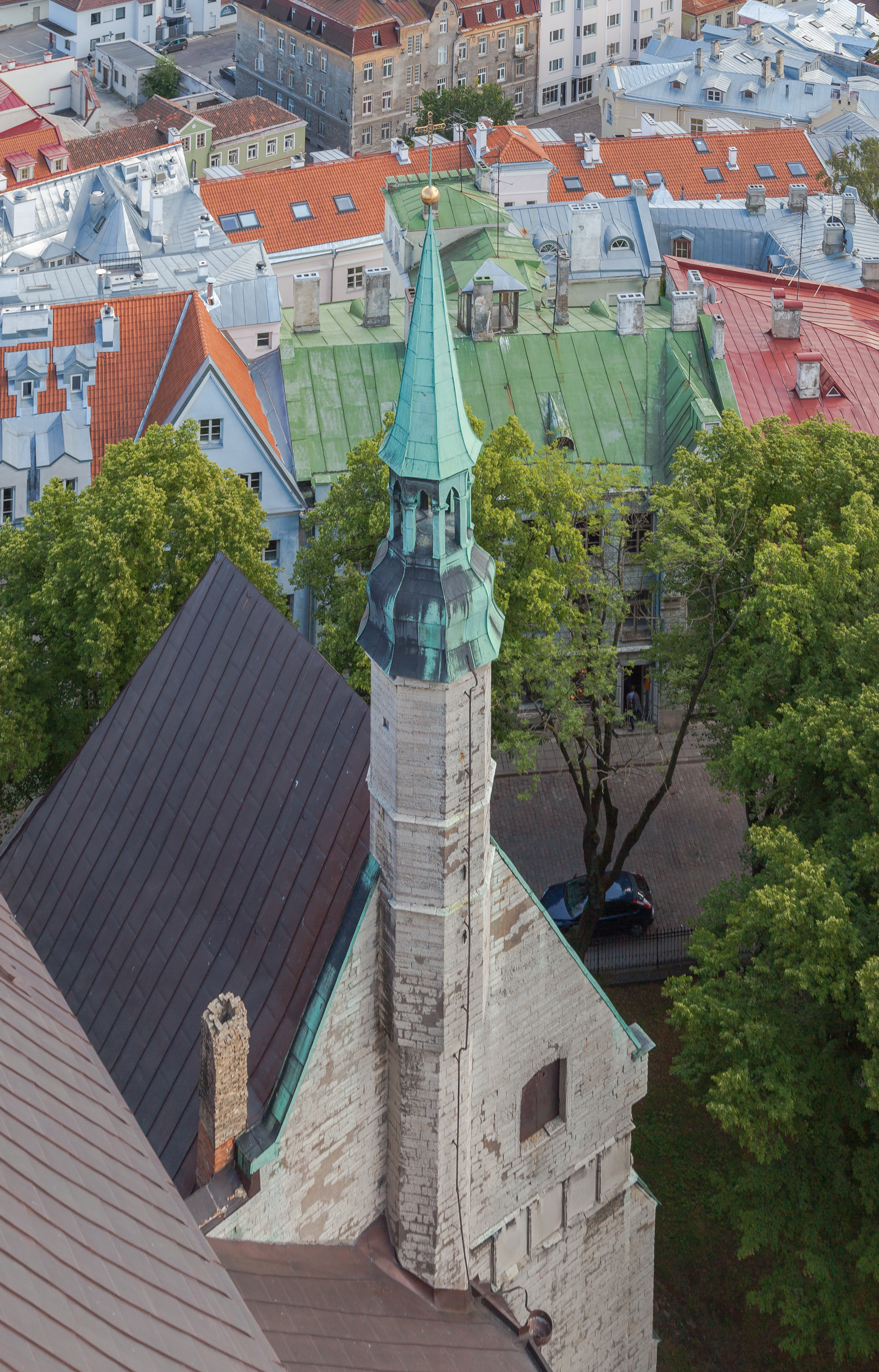

## Fordítás
- Ez a szócikk részben vagy egészben  a   St Olav Tallinn című angol Wikipédia-szócikk ezen változatának fordításán alapul.  Az eredeti cikk szerkesztőit annak laptörténete sorolja fel. Ez a jelzés csupán a megfogalmazás eredetét és a szerzői jogokat jelzi, nem szolgál a cikkben szereplő információk forrásmegjelöléseként.

## Külső hivatkozások
- A templom legendája
- A templom rövid története